# 1808 Bellerophon
Az 1808 Bellerophon (ideiglenes jelöléssel 2517 P-L) a Naprendszer kisbolygóövében található aszteroida. Cornelis Johannes van Houten,  Ingrid van Houten-Groeneveld és Tom Gehrels fedezte fel 1960. szeptember 24-én.